# Дэниел, Сэмюел
Сэмюел Дэниел (англ. Samuel Daniel; 1562—1619) — английский поэт и историк. Он был наставником Уильяма Герберта, а позже леди Анны Клиффорд. В конечном счете, он завоевывал расположение короля Якова I, и в 1603 году  был назначен на довольно высокий пост, который он сохранил до конца своей жизни. Дэниел известен в основном собранием сонетов "Делия", опубликованном в 1592 году. Его другие работы включают рассказ «Жалоба Розамунды» (1592), и сочинение «Музофил» (1599).
Помимо того, что он являлся автором многочисленных постановок театра при дворе, он написал две трагедии — «Клеопатра» (1594) и «Филотас» (1605). Его горячий патриотизм и его вера в сильную и абсолютную монархию вдохновили его на написание эпопеи «Гражданские войны между двумя лагерями Ланкастера и Йорка» (1595). «В защиту рифмы» (1603). и «История Англии» (1631) явились его основными работами в прозе. Им очень восхищались романтики Англии XIX столетия за его чистоту языка и стиля.